# Hans Sachs
Hans Sachs (Nuremberga, 5 de novembro de 1494 - Nuremberga, 19 de janeiro de 1576) foi um poeta alemão.

## Vida
Foi sapateiro de profissão, percorreu Alemanha em qualidade de mestre cantor. Foi amigo de Albrecht Dürer e de Willibald Pirckheimer (1470-1530). É autor a mais de seis mil poemas, escritos no estilo popular burgués do Meistersang (poesia que une canto religioso e poesia, cantada nas escolas gremiais do século XV). São notáveis também suas Farsas de Carnaval (1517-1563) e seu hino O rouxinol de Wittenberg (1523), dedicado a Lutero. Goethe engrandeceu-o e Richard Wagner fê-lo protagonista da ópera Die Meistersinger von Nürnberg (Os mestres cantores de Nuremberga). A famosa "Silberweise" (Hino áureo) foi transformada por Philipp Nicolai no hino religioso "Wachet auf, ruft uns die Stimme" e continua até hoje em muitos hinários, em português sob o título "Acordai, os guardas chamam". Também existem várias cantatas sobre esse hino, a mais famosa Wachet auf, ruft uns die Stimme de Johann Sebastian Bach. Lhe foi erguido um monumento, uma estátua de corpo inteiro, em Nuremberga. 

## Trabalhos

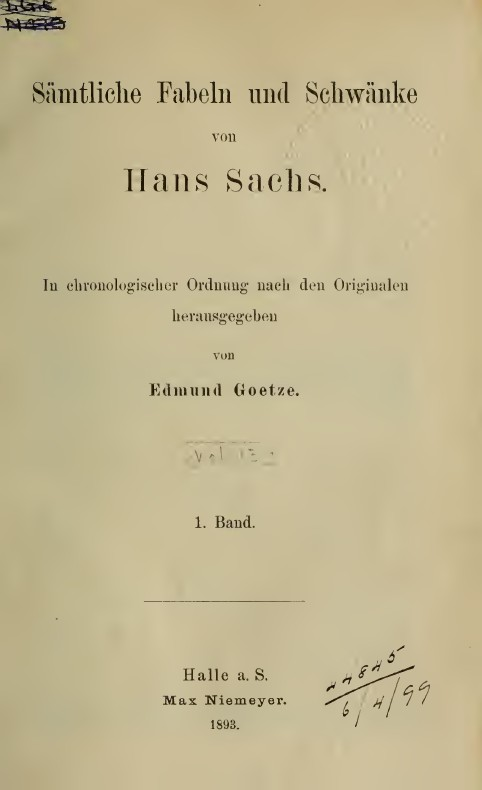
Sämtliche Fabeln und Schwänke. 1 (1893)

Ele escreveu mais de 6000 peças de vários tipos. Os números exatos variam muito na literatura secundária, principalmente porque nem sempre é claro se uma peça é uma obra independente ou parte de uma obra maior. Além disso, certas obras podem ser colocadas em diferentes categorias por diferentes autores. Sua produtividade é especialmente notável porque ele continuou trabalhando como sapateiro ao longo de sua vida. (Até onde se sabe, os Mastersingers não costumavam escrever ou cantar por dinheiro.) Suas obras incluem
- Mastersongs (alemão: Meisterlieder) propriamente dito (cerca de 4200)

- outros poemas e canções
- peças de carnaval
- Tragédias
- Comédias
- Diálogos em prosa
- Fábulas
- Folhetos religiosos, incluindo “Uma maravilhosa profecia do papado sobre como as coisas irão até o fim do mundo” (em alemão:  Eyn wunderliche Weyssagung von dem Babsttumb, wie es ihm biz an das endt der welt gehen sol) em colaboração com Andreas Osiander (1527).[2]